# Нейролептический дефицитарный синдром
Нейролептический дефицитарный синдром, или, иначе, нейролептический дефект, нейролептический дефектный синдром, ятрогенный дефект, нейролептик-индуцированный дефицитарный синдром (Neuroleptic Induced Deficit Syndrome, NIDS), — аффективные нарушения и снижение когнитивного и социального функционирования, вызванные приёмом нейролептиков (антипсихотиков). Представляет собой частый побочный эффект антипсихотических препаратов, особенно в высоких дозах и при длительном приёме.
Наиболее часто данный синдром вызывают типичные нейролептики (например, трифтазин, аминазин, мажептил:247), но атипичные антипсихотики тоже способны его вызывать — особенно те из них, что более близки по рецепторному профилю к типичным нейролептикам и сильно блокируют дофаминовые D2-рецепторы, а сравнительно слабо — серотониновые 5-HT2-рецепторы (например, рисперидон, амисульприд). По данным на 2005 год, нейролептический дефицитарный синдром встречается примерно у 80 % пациентов, принимающих типичные антипсихотики.
Концепция нейролептического дефицитарного синдрома первоначально была введена применительно к лечению шизофрении, но он может нередко встречаться также и при других заболеваниях, в частности депрессии и биполярном аффективном расстройстве. Развитие нейролептического дефицитарного синдрома у пациентов с этими расстройствами, принимающих нейролептики, может быть ошибочно принято за шизофрению или даже деменцию, легко приводит к ошибочной диагностике и неверному лечению. Кроме того, длительный приём нейролептиков может приводить к усилению тяжести уже имеющихся у пациента негативных расстройств по причине таких побочных эффектов, как психическая заторможенность, акинезия, нейролептическая астения и депрессия.

## Симптоматика
Симптомы нейролептического дефицитарного синдрома очень сходны с негативной симптоматикой при шизофрении. Общепринятой является концепция о разделении негативной симптоматики на первичную (связанную с болезнью) и вторичную (обусловленную такими факторами, как наличие продуктивной симптоматики, паркинсонизм или другие побочные эффекты нейролептиков, депрессия, явления госпитализма). Считается, что первичная негативная симптоматика практически не поддается терапии, а вторичная может в какой-то мере поддаваться лечению.
К симптомам нейролептического дефицитарного синдрома относятся:
- вялость, апатия, ангедония, снижение волевых качеств (абулия или гипобулия — буквально означает безволие или слабоволие), снижение уровня энергии («редукция энергетического потенциала»), снижение эмоциональной реактивности на внешние стимулы (эмоциональное оскудение или, иначе, эмоциональная холодность) вплоть до полного эмоционального бесчувствия и безразличия, полного отсутствия каких-либо чувств и эмоций, снижение инициативы, мотивации, побуждений, сужение круга интересов, аутизм;
- двигательная и психическая заторможенность, замедление темпа мышления («тугодумие»), замедление темпа речи, трудности с концентрацией внимания вплоть до полной невозможности сосредоточиться и удерживать внимание на одном предмете (например, читать книги), чувство «пустоты в голове», нарушения памяти, снижение интеллектуальной продуктивности;
- десоциализация, утрата социальных связей.

Характерны обеднённость моторики, равнодушие к себе, к своему внешнему виду; нередко — сальное маскообразное лицо, как бы бессмысленный взгляд:174. К проявлениям нейролептического дефицитарного синдрома относятся также невыразительный тихий голос, медленная походка и сутулость.
У некоторых пациентов с нейролептическим дефицитарным синдромом отмечается значительная расслабленность, сонливость; на протяжении дня они стремятся как можно больше лежать и спать по несколько часов. Наблюдается птоз век, иногда инверсия ритма сна: днём постоянное дремотное состояние, ночью бессонница. Но в большинстве наблюдений сонливость отсутствует, характерны главным образом снижение активности, малоподвижность. Поза пациентов, как правило, не столько расслабленная, сколько малоподвижная, застывшая. Отмечается гипомимия с редким миганием, речь мало модулированная, монотонная с сохранением неподвижности во время разговора; жесты во время беседы редкие, скупые либо жестикуляция отсутствует. Почти весь день пациенты находятся в постели; осознавая, что надо встать, чем-либо заняться, они тем не менее сделать этого не могут. Присутствуют выраженная аспонтанность, отсутствие желаний и стремлений. Эмоциональная индифферентность в некоторых случаях достигает степени полной блокады аффектов. Пациентов ничто не трогает, они не испытывают ни радости, ни печали:243.
У некоторых больных аспонтанность достигает такой степени, что у них полностью отсутствует инициатива; даже простые, элементарные действия совершаются только при побуждении окружающими пациента людьми: больной «автоматически» выполняет то, что от него требуют, и вновь возвращается к состоянию пассивности. В более лёгких случаях пациенты сами выполняют привычные обязанности, но изменяется их поведение, отношение к окружающему: пациенты перестают следить за собой, утрачивают прежние интересы и выключаются из круга интересов семьи; их поведение в семье сводится к молчаливому присутствию. Пациенты называют своё поведение «бездумным времяпрепровождением» («мыслей никаких нет», «часами ни о чём не думаю», «ни прошлое, ни будущее не заботят, мысли как бы остановились»):243—244.
В части наблюдений у пациентов преобладают астенические явления: аспонтанность сочетается с вялостью, слабостью, утомляемостью, каждое действие требует большого волевого усилия. После ряда тех или иных действий быстро появляется истощение:244.
Нередко к описанному состоянию присоединяются ятрогенная деперсонализация и/или дереализация, являющиеся защитной реакцией психики на происходящие изменения. Могут наблюдаться и усугублять состояние сопутствующие экстрапирамидные побочные явления антипсихотической терапии — лекарственный паркинсонизм и/или акатизия. Может также наблюдаться нейролептическая депрессия (тоска, подавленность, сниженное настроение), или дисфория (раздражительность), или тревожность, бессонница, внутреннее напряжение, беспокойство, связанные с наличием акатизии. Известны случаи самоубийства пациентов при депрессии, сочетающейся с нейролептическим синдромом.
Клинические особенности дефицитарного синдрома и частота его возникновения в значительной мере зависят от принимаемого антипсихотика. Так, при приёме трифтазина нейролептический дефицитарный синдром возникает особенно часто; при терапии аминазином он встречается менее часто и имеет некоторые клинические особенности: как правило, сопровождается сонливостью, вялостью и выраженным астеническим компонентом, причём астенический компонент нередко преобладает над снижением побуждений. При терапии другими пиперазиновыми производными и бутирофенонами состояние пассивности и индифферентности никогда не достигает такой выраженности и стойкости, как при применении трифтазина:247.
При применении флуфеназина (модитена) в некоторых случаях развиваются астено-абулические состояния, но в других случаях, напротив, возникает повышение активности пациентов и оживление их интересов вследствие стимулирующего эффекта препарата. Сходные особенности имеет и действие метеразина. При применении мажептила нередко возникает даже более выраженная акинезия, чем при трифтазине, но состояние пассивности развивается реже и не столь выражено:247.

## Дифференциальная диагностика
Значительные сложности представляет собой дифференциальная диагностика первичной негативной симптоматики и нейролептического дефицитарного синдрома (вторичная негативная симптоматика), а также депрессии. Сходство ятрогенного нейролептического дефекта с истинным, процессуальным шизофреническим дефектом нередко приводит к ошибочной диагностике состояния как обусловленного не побочными эффектами антипсихотиков, а негативной симптоматикой шизофрении:242—243. Иногда это влечёт за собой даже ошибочную диагностику шизофрении как таковой при состояниях, в действительности не имеющих к ней отношения, но по той или иной причине ошибочно леченных с самого начала антипсихотиками.
Неправильный диагноз приводит и к неверной тактике лечения — вместо уменьшения доз антипсихотических препаратов или их замены на более «атипичные» препараты с меньшей D2-блокирующей активностью либо же на препарат с наличием частичной D2-агонистической активности (арипипразол) врач увеличивает их дозы, чтобы попытаться «скорректировать» состояние, ошибочно воспринимаемое им как негативные симптомы шизофрении. Между тем такая лечебная тактика является неверной даже вне зависимости от того, является ли состояние первичной негативной симптоматикой или ятрогенным нейролептическим дефектом: эффективность атипичных антипсихотиков в отношении негативной симптоматики шизофрении (эмоционально-волевого и когнитивного дефицита) ограниченна и многими исследователями ставится под сомнение. Эффективность атипичных нейролептиков в отношении этой симптоматики, по-видимому, обратно коррелирует с D2-блокирующей активностью и зависит от дозы не линейно (то есть клозапин, кветиапин более «антинегативны», чем, например, рисперидон или оланзапин, а низкие дозы оланзапина или рисперидона могут быть более антинегативны, чем высокие). Типичные же и близкие к типичным (рисперидон, амисульприд) антипсихотики на негативную симптоматику не влияют или почти не влияют, а нередко склонны и усугублять её.
Так, описан случай 59-летнего японского мужчины с обсессивно-компульсивным расстройством (ОКР), обладавшего определёнными преморбидными личностными чертами (подозрительность, параноидная настроенность, замкнутость, недоверчивость, неконтактность), вписывавшимися в картину шизотипического расстройства личности, что привело к ошибочному диагнозу шизофрении и к назначению больному галоперидола. Наличие у больного депрессии и соответственно депрессивной вялости, апатии, абулии, связанной с прогрессированием ОКР, было истолковано как негативная симптоматика шизофрении. Однако состояние пациента на фоне приёма препарата не только не улучшилось, но и, напротив, стало хуже. Тем не менее врачи продолжали наращивать дозу галоперидола, а затем ввели в схему другие антипсихотики, не отменяя галоперидол. Ухудшение трактовалось как нарастание негативной симптоматики шизофрении и приводило к дальнейшему наращиванию доз антипсихотиков. На момент поступления в стационар г. Токио у больного имелся тяжёлый нейролептический дефект, выражавшийся, в частности, в замедленном мышлении, трудностях с концентрацией внимания, эмоциональном оскудении, дисфории, а также сопутствующий нейролептический паркинсонизм. С целью уменьшения тяжести этого состояния врачи стационара в Токио постепенно уменьшили дозу антипсихотиков и перевели пациента с антипсихотического коктейля на монотерапию рисперидоном. При этом состояние больного улучшилось, и никакого ухудшения ОКР-симптоматики или шизоидных личностных черт не отмечалось. Впоследствии рисперидон был полностью отменён, назначен антидепрессант флувоксамин (группа СИОЗС), являющийся стандартным средством лечения ОКР, а диагноз был изменён вместо шизофрении на ОКР на фоне преморбидной шизоидной личности. Состояние больного резко улучшилось.
Для дифференциальной диагностики с состояниями шизофренического дефекта следует учитывать, что у пациентов с нейролептическим дефицитарным синдромом наблюдается зависимость симптомов этого расстройства от характера терапии и дозы препарата. Состояние пассивности чаще развивается, постепенно углубляясь, при однообразном длительном приёме одних и тех же доз антипсихотика и подвергается обратному развитию при снижении дозировки препарата:246.
Кроме того, для пациентов с нейролептическим дефицитарным синдромом характерно ощущение чуждости возникшего состояния. Они нередко тяготятся этим состоянием, прекращают приём нейролептиков. Пациенты описывают симптоматику как проявление «соматического» страдания, осознаю́т свою неполноценность, что обычно не наблюдается при наличии дефекта:246.
Несмотря на адинамию и малоподвижность, пациенты с нейролептическим дефицитарным синдромом тем не менее производят действия при побуждении извне и даже на высоте синдрома пассивности способны к совершению ряда автоматических действий, что свидетельствует об отсутствии у них шизофренического негативизма:246.
В идеаторной сфере наблюдается аспонтанность мышления, но не отмечается парадоксальности, нелепости суждений, резонёрства. При расспросах (побуждение извне) пациенты дают правильные, адекватные ответы:246.
Также нужно учитывать меланхолическую окраску настроения, иногда — несоответствие выраженности дефицитарного синдрома степени прогредиентности шизофренического процесса, быстрое нарастание явлений, ошибочно расцениваемых как «дефект», и пр.:246—247

## Патогенез
Патогенез нейролептического дефицитарного синдрома связывают с избыточной блокадой дофаминергических рецепторов в префронтальных и фронтальных долях коры (что приводит к когнитивным нарушениям и развитию апато-абулического синдрома, аналогичного по патогенезу апато-абулии при шизофрении и тоже связанного со снижением дофаминергической нейропередачи в лобных долях), в лимбической системе (что приводит к снижению эмоциональной реактивности, эмоциональному оскудению и отупению, безразличию, к развитию нейролептической депрессии или дисфории), в гиппокампе (что приводит к нарушениям памяти) и в нигростриарной системе (что приводит к развитию сопутствующих экстрапирамидных нарушений — лекарственного паркинсонизма и акатизии).
Антихолинергическое действие нейролептиков, а также назначаемые дополнительно антихолинергические препараты (корректоры) тоже являются факторами, усугубляющими когнитивный дефицит. Особенно страдают в этих случаях краткосрочная память и исполнительские функции.

## Течение
Однажды возникнув, нейролептический дефицитарный синдром, как правило, остается неизменным или даже прогрессирует (усиливается) в течение всего срока приёма антипсихотика при стабильной дозе антипсихотика, а также усиливается при повышении дозы. Он может уменьшиться (редуцироваться) или полностью исчезнуть при снижении дозы антипсихотического препарата или при замене его на «более атипичный», менее мощный, «более мягкий» препарат с меньшей D2-блокирующей активностью, при назначении дофаминергических агентов (бромокриптин, селегилин, амантадин, прамипексол, проноран) или антидепрессантов, при увеличении дозы холинолитических корректоров (тригексифенидила или биперидена). Однако в некоторых случаях, особенно при длительном — многомесячном и тем более многолетнем — лечении высокопотентными типичными антипсихотиками, нейролептический дефицитарный синдром может стать необратимым и остаться у больного навсегда после отмены антипсихотиков, подобно необратимым поздним дискинезиям, поздней акатизии и поздним нейролептическим психозам гиперчувствительности. Тем не менее, даже в необратимых случаях выраженность нейролептического дефекта нередко уменьшается с течением времени после отмены мощного антипсихотика или замены его на более атипичный и менее потентный препарат.

## Лечение
Коррекция нейролептического дефицитарного синдрома заключается в уменьшении дозы антипсихотиков:249, в отмене антипсихотических «коктейлей» (переводе на монотерапию одним антипсихотиком) и/или переводе на «более атипичный», «более мягкий», менее высокопотентный антипсихотик (если это позволяет психическое состояние больного). Возможно также назначение антидепрессантов для коррекции сопутствующей нейролептической депрессии, назначение или повышение дозы антипаркинсонических препаратов (холинолитических корректоров), дофаминергических или других препаратов для коррекции сопутствующих экстрапирамидных нарушений, акатизии, гиперпролактинемии, нарушений либидо и сексуальной функции и др.
Имеет значение также раннее включение пациентов в трудовые процессы и психотерапия, направленная на повышение активности и на восстановление социальных контактов:249.